# Bob Johnston
Bob Johnston, född 14 maj 1932 i Hillsboro, Texas, död 14 augusti 2015 i Nashville, Tennessee, var en amerikansk musikproducent. Han har jobbat med flera kända artister, bland annat med Bob Dylan på hans album från 1965 till 1970.
Johnston anställdes på 1960-talet av skivbolaget Columbia Records och 1965 fick han uppdraget att producera Bob Dylans Highway 61 Revisited. Han producerade under slutet av 1960-talet och början av 1970-talet förutom Dylan även artister som Simon and Garfunkel, Johnny Cash och Leonard Cohen. Efter att ha lämnat Columbia i början av 1970-talet arbetade han som självständig producent åt bland andra Lindisfarne, Michael Martin Murphey, Loudon Wainwright III och New Riders of the Purple Sage.

## Producerade album, i urval
- 1965 – Highway 61 Revisited (Bob Dylan)
- 1966 – Blonde on Blonde (Bob Dylan)
- 1966 – Parsley, Sage, Rosemary and Thyme (Simon and Garfunkel)
- 1966 – Sounds of Silence (Simon and Garfunkel)
- 1967 – John Wesley Harding (Bob Dylan)
- 1968 – At Folsom Prison (Johnny Cash)
- 1969 – The Holy Land (Johnny Cash)
- 1969 – At San Quentin (Johnny Cash)
- 1969 – Dr. Byrds & Mr. Hyde (The Byrds)
- 1969 – Nashville Skyline (Bob Dylan)
- 1969 – Songs from a Room (Leonard Cohen)
- 1969 – Truly Fine Citizen (Moby Grape)
- 1970 – Hello, I'm Johnny Cash (Johnny Cash)
- 1970 – New Morning (Bob Dylan)
- 1970 – Self Portrait (Bob Dylan)
- 1971 – Songs of Love and Hate (Leonard Cohen)
- 1971 – Fog on the Tyne (Lindisfarne)
- 1972 – Dingly Dell (Lindisfarne)
- 1972 – Geronimo's Cadillac (Michael Murphey)
- 1973 – Attempted Mustache (Loudon Wainwright III)
- 1973 – Cosmic Cowboy Souvenir (Michael Murphey)
- 1973 – Live Songs (Leonard Cohen)
- 1973 – Michael Murphey (Michael Murphey)
- 1974 – Tracy Nelson (Tracy Nelson)
- 1975 – Blue Sky - Night Thunder (Michael Murphey)
- 1975 – Oh, What a Mighty Time (New Riders of the Purple Sage)
- 1975 – Sweet Soul Music (Tracy Nelson)
- 1976 – New Riders (New Riders of the Purple Sage)
- 1976 – Swans Against the Sun (Michael Murphey)
- 1977 – Who Are Those Guys? (New Riders of the Purple Sage)
- 1978 – Give Thanx (Jimmy Cliff)
- 1979 – Down on the Drag (Joe Ely)
- 1992 – The IRS Tapes: Who'll Buy My Memories? (Willie Nelson)
- 2009 – Harper Simon (Harper Simon)